# میلوستین
میلوستین (به چکی: Milostín) یک منطقهٔ مسکونی در جمهوری چک است که در ناحیه راکوونیک واقع شده‌است.